# Ultimate Tennis Showdown 11 de Francfort
Navigation
UTS 10 de New-York UTS 12 de Londres
L’Ultimate Tennis Showdown 11 de Francfort est la 11e édition de l’Ultimate Tennis Showdown. Elle se déroule du 18 au 20 octobre 2024 à Francfort-sur-le-Main en Allemagne dans la Süwag Energie ARENA (de) où a eu lieu l’ensemble des matchs du tournoi.
Cette édition voit la victoire de l’Américain Ben Shelton en finale face à Ugo Humbert.

## Phase de poule
| Rang | Nom                | Matchs Joués | Victoire | Différence de Points |
| ---- | ------------------ | ------------ | -------- | -------------------- |
| 1    | Thanasi Kokkinakis | 3            | 3        | -3                   |
| 2    | Ugo Humbert        | 3            | 2        | +32                  |
| 3    | Denis Shapovalov   | 3            | 1        | +21                  |
| 4    | Dominic Thiem      | 3            | 0        | -50                  |

| Rang | Nom                | Matchs Joués | Victoire | Différence de Points |
| ---- | ------------------ | ------------ | -------- | -------------------- |
| 1    | Lorenzo Musetti    | 3            | 3        | +48                  |
| 2    | Ben Shelton        | 3            | 2        | -14                  |
| 3    | Jan-Lennard Struff | 3            | 1        | 0                    |
| 4    | Gaël Monfils T     | 3            | 0        | -34                  |

## Tableau final
|  |                    |              |              |              |              |              |              |    |    |        |        |        |        |        |        |        |
|  | Demi-finales       | Demi-finales | Demi-finales | Demi-finales | Demi-finales | Demi-finales | Demi-finales |    |    | Finale | Finale | Finale | Finale | Finale | Finale | Finale |
|  |                    |              |              |              |              |              |              |    |    |        |        |        |        |        |        |        |
|  |                    |              |              |              |              |              |              |    |    |        |        |        |        |        |        |        |
|  | Thanasi Kokkinakis |              | 15           | 12           | 13           | 11           | 0            |    |    |        |        |        |        |        |        |        |
|  | Thanasi Kokkinakis |              |              |              |              |              |              |    |    |        |        |        |        |        |        |        |
|  | Ben Shelton        |              | 9            | 9            | 15           | 12           | 2            |    |    |        |        |        |        |        |        |        |
|  | Ben Shelton        | Ben Shelton  | 9            | 9            | 15           | 12           | 2            |    | 10 | 18     | 15     | 19     |        |        |        |        |
|  |                    |              |              |              |              |              |              |    | 10 | 18     | 15     | 19     |        |        |        |        |
|  |                    |              | Ugo Humbert  |              | 19           | 8            | 11           | 11 |    |        |        |        |        |        |        |        |
|  | Ugo Humbert        |              | Ugo Humbert  | 11           | 19           | 8            | 11           | 11 | 16 | 15     | 15     |        |        |        |        |        |
|  | Ugo Humbert        |              |              | 11           |              |              |              |    | 16 | 15     | 15     |        |        |        |        |        |
|  | Lorenzo Musetti    |              | 16           | 10           | 13           | 13           |              |    |    |        |        |        |        |        |        |        |
|  | Lorenzo Musetti    |              | 16           | 10           | 13           | 13           |              |    |    |        |        |        |        |        |        |        |